# Mécanisme de latence des virus de l'herpès

## Mécanisme de latence des virus de l’herpès
Le mécanisme exact expliquant le phénomène de latence et de réactivation caractéristique des virus HSV-1 (ou herpès de type 1), HSV-2 (aussi connu sous le nom d'herpès génital), mais également du virus varicelle-zona, n’est pas complètement compris.  Par contre, plusieurs facteurs ont été mis en évidence dans le cadre de cette persistance et l’objectif de cette page est d’en faire le survol pour être en mesure de comprendre quelques-uns des différents antagonistes en cause. Comme les deux souches virales HSV-1 et HSV-2 sont très proches et que leurs mécanismes sont similaires, elles sont traitées comme une seule dans cette approche.

## Introduction des virus HSV-1 et HSV-2
Ces virus enveloppés  font partie de la famille des Herpesviridae.  Leur génome, sous forme d’ADN à double brin, est contenu à l’intérieur d’une capside.  Le site d’infection primaire d’HSV-1 est non génital, préférentiellement dans la zone innervée par le nerf trijumeau, et tout particulièrement au niveau de la muqueuse oropharyngienne.  Le « feu sauvage » labial (herpes labialis) est probablement le phénomène  visible le plus commun et caractéristique de ce virus.  Le site d’infection primaire d’HSV-2 est au niveau de l’épithélium génital, à la suite d'un contact sexuel, suivi de la colonisation des ganglions sacrés innervant cette zone.  Toutefois, ces sites ne sont pas spécifiques, puisque HSV-2 peut aussi coloniser les ganglions trijumeaux, et vice-versa. 

## Premier contact: Infection
L’infection débute à la suite de la fusion de l’enveloppe du virus et de la membrane de la cellule cible.  4 glycoprotéines virales sont requises, soit gB, gD, gH et gL, ainsi que le récepteur gD.  L’association de gB et gC aux protéoglycanes de  sulfate d’héparine à la surface de la cellule, suivi de l’interaction entre gD et le récepteur nectin-1 et/ou  HVEM (herpesvirus entry mediator, de la famille des récepteurs TNF), permet l'entrée du virion dans la cellule.  Le virus est ensuite transporté vers le noyau en liant entre autres les protéines VP26 de sa capside à la dynéine  des microtubules.  Ensuite, la capside entre en contact avec le noyau, puis le génome viral est relargué dans le nucléoplasme.  Une fois sa cible atteinte, la transcription de l’ADN débute.  Le génome de HSV-1 contient 84 protéines.  Parmi celles-ci, certaines ont un rôle prépondérant dans la régulation infectieuse.  

## Le cycle de latence-réactivation: trois étapes distinctes[4]

### Phase d’établissement
Cette première étape débute à la suite de l’entrée du génome viral  dans un neurone sensitif et son transport rétrograde vers le ganglion sensitif.  L’expression génomique est alors presque stoppée, sauf pour la transcription des gènes associés à la latence,  du locus LAT, qui sont abondamment transcrits.  Ce locus est sous l’influence de deux promoteurs activés exclusivement une fois au niveau du neurone sensitif :   LAP1 (latency-associated promoter 1) et LAP2.  LAT, complémentaire à ICP0 (sauf au niveau de la partie faisant la promotion de la réactivation), serait responsable de son inhibition par liaison anti-sens.  Bien qu’il ne soit pas essentiel à l’établissement de la latence, il semble augmenter l’efficacité la mise en place de ce mécanisme.  En effet, un virus mutant LAT négatif est tout de même capable d’effectuer une réactivation.

### Phase de maintenance
À la suite de la mise en place de la latence, le HSV est dans un stade où son activité est extrêmement limitée. LAT va aider à maintenir l’expression virale à un niveau très bas à l’aide de sRNA1 et sRNA2 et ainsi inhiber l’activité infectieuse.  Le virus doit aussi protéger le ganglion infecté contre les divers mécanismes de l’organisme pour être en mesure de survivre.  Par exemple, un ganglion trijumeau infecté et en période de latence exprime un niveau élevé d’ARNm codant les chemokines CCL3, CCL4 et CCL5 et CXCL10, ainsi que leurs récepteurs respectifs CCR5 et CXCR3.  Cette hausse d’expression serait en cause pour expliquer  la conservation de cellules T CD4+ et CD8+ chez les sujets aux prises avec une infection latente.  Il est donc essentiel que le virus puisse inhiber l’induction de l’apoptose par le système immunitaire.  HSV n’est donc pas inactif, mais attend le moment propice pour réactiver l’expression de ses gènes et utiliser le transport antérograde pour retourner infecter la zone périphérique innervée par le ganglion.

### Phase de réactivation
Divers stimuli peuvent entraîner la réactivation de HSV et induire son retour à un cycle lytique. L’exposition aux rayons UV, les menstruations, la fatigue et l’immunosuppression en sont quelques exemples. Le stress va faire augmenter les niveaux de corticostéroïdes, ce qui a pour effet d’induire l’expression de gènes viraux, donc de favoriser la réactivation du virus. Le mécanisme exact menant à la réactivation est inconnu, mais la délétion d’une séquence d’ADN de 348 pb  située entre -205 et -554 pb au bout 3’ chez un virus a mené à l’expression normale de LAT, mais sans possibilité de réactivation.

## Esquive des systèmes de défense
Plusieurs mécanismes sont utilisés par le virus de l’herpès pour se défendre contre le système immunitaire.  Certaines voies se rapprochent davantage du camouflage, alors que d’autres sont plus agressives et vont agir directement contre certaines cibles. Par exemple, ICP0, protéine qui stimule la prolifération virale dans les cellules où peu de molécules du virus sont actives, va aussi bloquer la cascade signalétique de l’INF ainsi que désagréger les structures nucléaires ND10.  ICP47 va quant à lui protéger le virus des lymphocytes T cytotoxiques en entrant en compétition avec le site de liaison du transporteur associé à la présentation des antigènes.  
La régulation de l’apoptose est aussi un mécanisme très important permettant la survie du virus au niveau des ganglions lors de la latence. LAT est encore une fois mis en cause.  Le locus code plusieurs gènes d’évasion de l’apoptose :  8 ORFs potentiels ont été identifiés au niveau de son premier 1.5 kb. Il va inhiber la cascade apoptotique de la caspase 8 et 9, ainsi que l’activation de la caspase 3.  Un micro-RNA codé par LAT va protéger le ganglion ayant une infection latente contre l’apoptose, tout comme vont le faire sRNA1 et sRNA2, codés au niveau du premier 1.5kb de LAT.